# Likahout
Likahout (Antonia ovata) is een struik op de savanne, maar in het drooglandbos is het  een boom die 20 meter hoog kan worden met een stam die 40-50 of soms  60 cm doorsnee kan bereiken.
Het verspreidingsgebied ligt in tropisch Zuid-Amerika: Brazilië, Bolivia, Peru, Venezuela en de Guiana's.
Het kern- en het spinthout zijn allebei gebroken wit tot grijzig roomkleurig. De nerf is onregelmatig. Het hout is van middelmatig gewicht en kan gemakkelijk bewerkt worden.

## Galerij

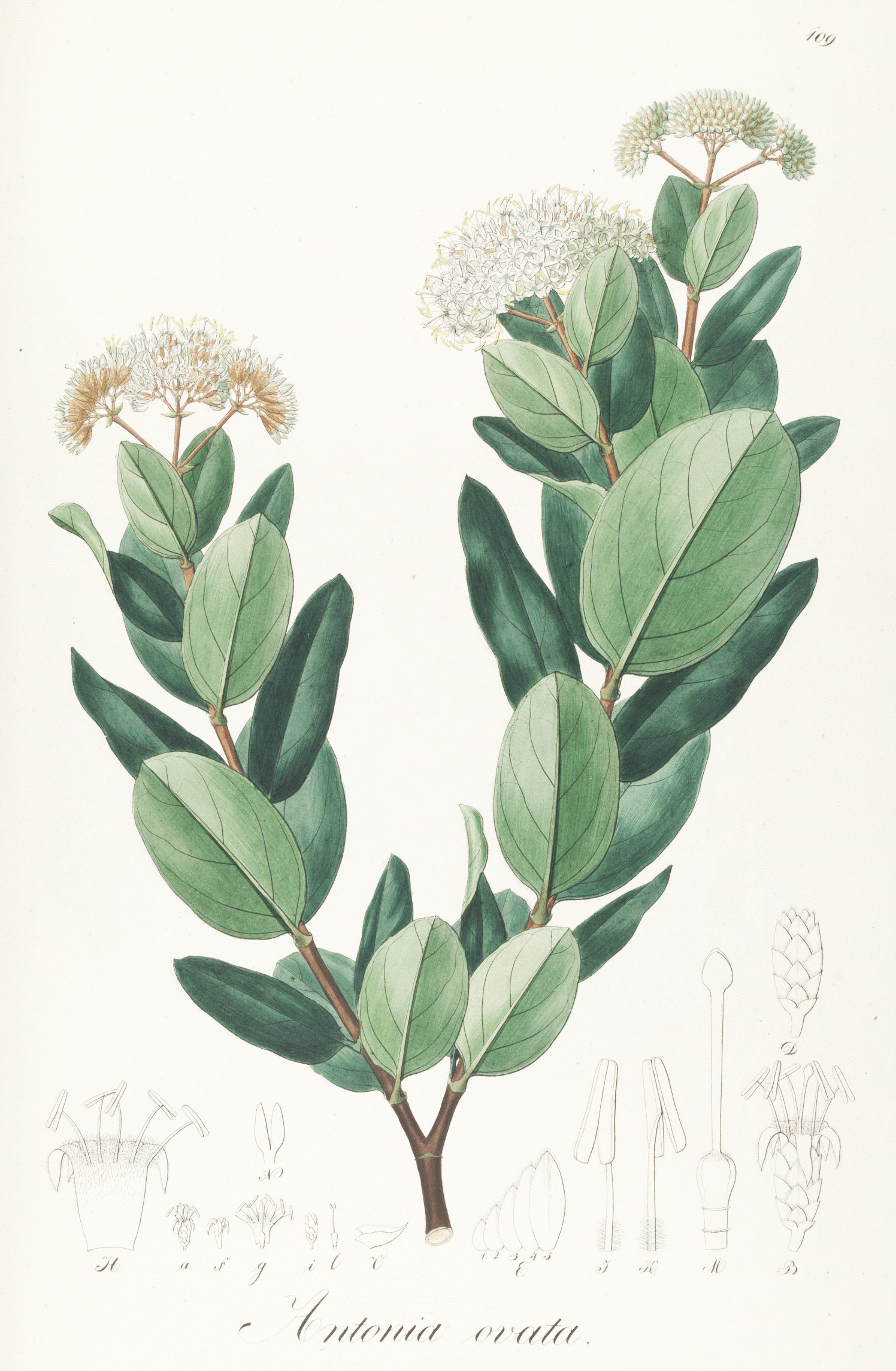
Botanische tekening